# Xorides vitalisi
Xorides vitalisi är en stekelart som först beskrevs av Turner 1919.  Xorides vitalisi ingår i släktet Xorides och familjen brokparasitsteklar. Inga underarter finns listade i Catalogue of Life.